# Saul Adler
Saul Aaron  Adler FRS (en hebreo: שאול אדלר‎); (Karelichy, Imperio Ruso, 17 de mayo de 1895-Jerusalén, Israel, 25 de enero de 1966) fue un experto israelí en parasitología.

## Biografía
Adler nació en 1895 en Karelichy, Imperio Ruso (actualmente Bielorrusia), y cinco años después, junto con su familia se mudaron a Inglaterra estableciéndose en Leeds. Estudió en la Universidad de Leeds y en la Escuela de Medicina Tropical de Liverpool.
Uno de sus hermanos era el economista Solomon Adler.

## Carrera

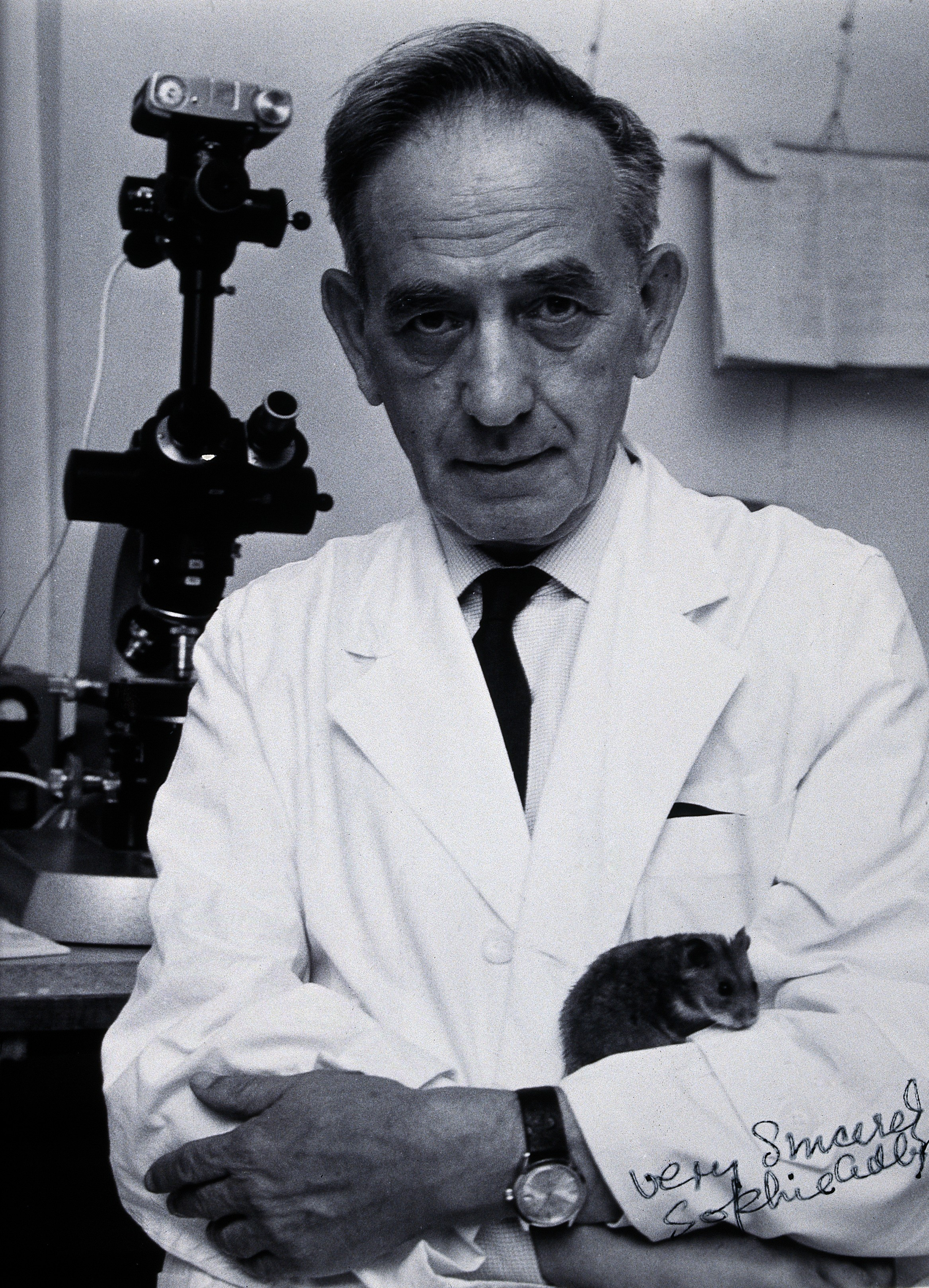
Saúl Adler por Werner Braun

Desde 1917 hasta 1920, Adler sirvió en el Cuerpo Médico del Ejército Real, alcanzando el rango de capitán, sirviendo en el Irak, donde desarrolló su primer contacto con la investigación de la medicina tropical, que comenzó a estudiar al finalizar su servicio militar, inicialmente en Liverpool. En 1921, Adler fue a Sierra Leona para realizar una investigación sobre la malaria.
En 1924, Jaim Weizmann le ofreció un trabajo en Jerusalén para desarrollar el nuevo Instituto de Microbiología. Más tarde ese año, emigró a Eretz Israel y comenzó a trabajar en el Hospital Hadassah, convirtiéndose en director del departamento de parasitología en 1927. En 1924, fue nominado como Profesor Asistente del Departamento de Parasitología de la Universidad Hebrea de Jerusalén, sirviendo como Profesor de 1928 a 1965.
Saul Adler fue uno de los científicos más destacados de Israel, y sus contribuciones científicas en varios campos le valieron un amplio reconocimiento internacional que se expresó en innumerables invitaciones a congresos, y como asesor de científicos y grupos de investigación en varios países. En Israel, fue asesor y fuente de inspiración en una amplia gama de proyectos en medicina. Como maestro y educador en disciplinas científicas, preparó a muchos discípulos que hoy se encuentran en diversas instituciones de investigación.
En 1930, junto con Israel Aharoni, Adler trajo tres hámsters dorados de Siria y los crio con éxito como animales de laboratorio. Esto condujo a la domesticación del hámster sirio.
En la década de 1940, lideró el desarrollo de una vacuna contra la leishmaniasis utilizando parásitos vivos, una práctica generalizada en Israel y Rusia hasta la década de 1980, cuando los ensayos clínicos a gran escala demostraron que la práctica provocaba lesiones cutáneas a largo plazo, exacerbación de la psoriasis y inmunosupresión en algunas personas.
El profesor Adler murió en enero de 1966 en Jerusalén y fue enterrado en el cementerio Har HaMenuhot. A su funeral asistió el Presidente de Israel. Su esposa le sobrevivió 15 años.

## Educación
- Universidad de Leeds, MB, ChB, Leeds, 1917;
- Escuela de Medicina Tropical de Liverpool, DTM, Liverpool, 1920;
- MRCP 1937;
- FRCP 1958.

## Reconocimientos
- 1933, Medalla Chalmers de la Royal Society of Tropical Medicine and Hygiene (Londres).
- 1944, elegido Presidente de la Facultad Libre de Medicina de la Universidad Hebrea de Jerusalén.
- 1947, recibió la Orden del Imperio Británico (OBE)
- 1957, galardonado con el Premio Israel, de medicina.[7]
- 1957, Miembro de la Royal Society (Londres). Fue el primer ciudadano israelí en ser elegido.[2]
- 1957, Premio Weizmann[2]
- 1957, Premio de la Asociación Médica de Israel[2]
- 1965, recibió el Doctorado Honoris Causa de la Universidad de Leeds.[2]
- 1966, recibió el Premio Solomon Bublick de la Universidad Hebrea de Jerusalén.[8][2]
- Condecorado con la Orden del Fénix (Grecia).
- También recibió el Premio Tchernichovsky a la traducción ejemplar, por su traducción de El origen de las especies de Charles Darwin.

## Logros
- Ayudó a encontrar la cura para la malaria.
- Una calle de Jerusalén lleva su nombre.
- En su honor se construyó una sala en la Universidad Hebrea de Jerusalén.
- Su retrato apareció en un sello en Israel en 1994.[9]
- Propuso que la "enfermedad misteriosa" de Charles Darwin era la enfermedad de Chagas (tripanosomiasis americana).[10] Aunque este diagnóstico ahora ha sido refutado, esta propuesta hizo mucho para despertar el interés en la mala salud crónica de Darwin.

## Obras publicadas
- En 1925, publicó Sand Flies to Man, un libro sobre la transmisión de la leishmaniasis.
- En 1960 tradujo al hebreo El origen de las especies de Charles Darwin.